# Yacouba Diarra
Yacouba Diarra est un footballeur malien né le 30 novembre 1988 à Bamako, il évolue au poste d'attaquant. Il compte deux sélections en équipe du Mali.

## Biographie
Yacouba Diarra début le football au FC Ali puis rejoint l'année suivante l'Association sportive de Korofina où il évolue pendant deux ans. Il signe ensuite à l'AS Real Bamako et intègre la sélection nationale des moins de 20 ans avec qui il remporte le tournoi Corridor en 2008. Il inscrit le but de la victoire face à la Côte d'Ivoire. Repéré par l'Étoile sportive du Sahel, il signe un contrat de cinq ans avec ce club en août 2008 et devient en fin de saison champion de Tunisie espoir avec ses coéquipiers. En juillet 2010, l’entraineur de l’Étoile, M'hammed Fakher, ne comptant pas sur lui, il est prêté à l'Espérance sportive de Zarzis. En décembre, l'Étoile sportive du Sahel le fait revenir au club avant l'échéance de son prêt.

## Palmarès
- 2 sélections en équipe du Mali[6].